# Euphyia farsica
Euphyia farsica là một loài bướm đêm trong họ Geometridae.